# Cornelis Cels
Cornelis Cels (10 de junio de 1778-3 de marzo de 1859) fue un pintor flamenco de retratos y temas religiosos. Fue profesor y director de la Académie des Beaux-Arts de Tournai (Academia de Bellas Artes, Tournai). Fue patrocinado como retratista por la corte de La Haya.

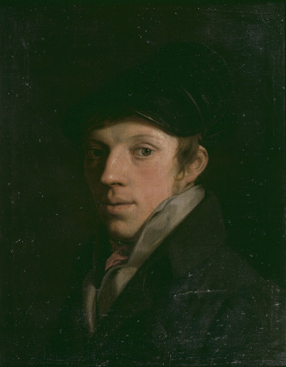
Retrato de Pierre-François Jacobs

## Vida
Cels nació en Lier en el Ducado de Brabante en 1778. Su familia era una de las familias prominentes en Lier. Inicialmente estudió con el escultor Pompe. Más tarde fue a estudiar con el pintor de Amberes Andries Cornelis Lens, quien se había establecido en Bruselas y entonces tuvo mucho éxito. Estudió con Lens desde 1795 hasta 1800.

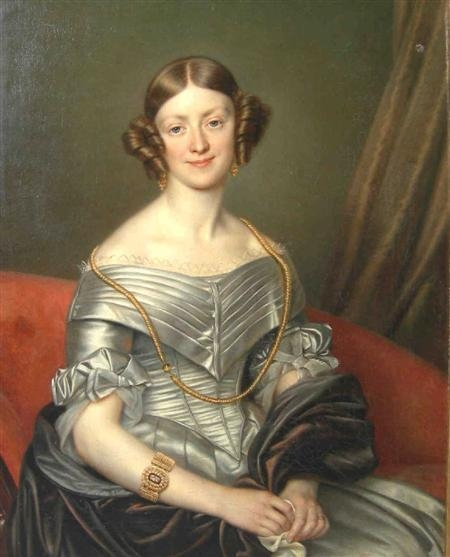
Retrato de Jessy Macpherson

Viajó a París en septiembre de 1800, donde trabajó durante un tiempo con el pintor flamenco Joseph-Benoît Suvée, un pintor clasicista. Luego viajó a Italia donde visitó Florencia y Nápoles y luego se instaló en Roma, donde permaneció durante siete años. Mientras estaba en Roma, envió su pintura llamada Cincinnatus al concurso de la Academia de Gante en 1802, donde ganó el premio de oro. Una de sus obras, el Descenso de la Cruz (Iglesia de San Pablo, Amberes), en el Panteón de Roma había sido encargada para pintar la obra como reemplazo de las obras de Rubens, que habían sido confiscadas por los ocupantes franceses. Este trabajo fue tan admirado que inmediatamente fue admitido como miembro y profesor de la prestigiosa Accademia di San Luca de Roma. Durante su residencia en Roma pintó muchos otros encargos de instituciones católicas en Flandes y los Países Bajos para obras religiosas para reemplazar pinturas que se habían perdido por el saqueo francés.

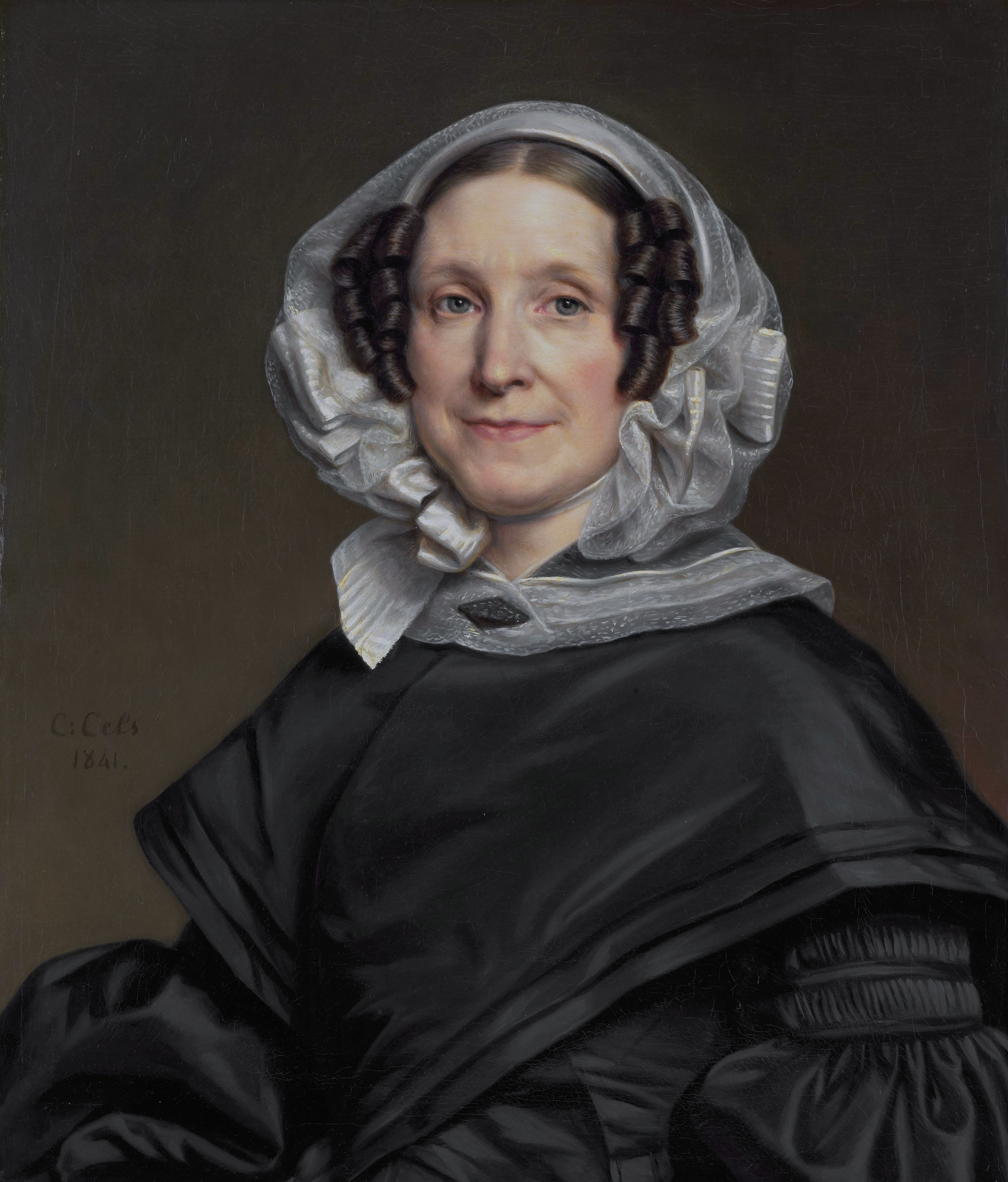
Retrato de Aryna van der Pot

Regresó a Flandes y vivió y trabajó en Amberes hasta 1815. Ese año se trasladó a La Haya, el centro administrativo del nuevo Reino de los Países Bajos del que los Países Bajos del Sur se habían convertido en parte en 1815. Aquí disfrutó del patrocinio de la corte real y con frecuencia recibió el encargo de pintar retratos de la familia real, así como de otros personajes destacados. Fue admitido como miembro de la Academia de Amberes, la Academia de Ámsterdam y corresponsal del Institut Néerlandais.
Fue nombrado en 1820 para la cátedra de dibujo y director de la Académie des Beaux-Arts de Tournai (Academia de Bellas Artes, Tournai), cargos que ocupó hasta su dimisión en 1827. Posteriormente se instaló en Bruselas, donde residió hasta su muerte a excepción de un viaje a Inglaterra en 1836.
Fue el padre de Jean-Michel Cels, un paisajista, y Josse Cels, un arquitecto.

## Obras
Cornelis fue un pintor de temas religiosos y también de retratos. También produjo algunas pinturas de género. Su trabajo fue influenciado por el estilo neoclásico que prevaleció a fines del siglo XVIII. Sus maestros Lens y Suvée fueron representantes de este estilo en Flandes.

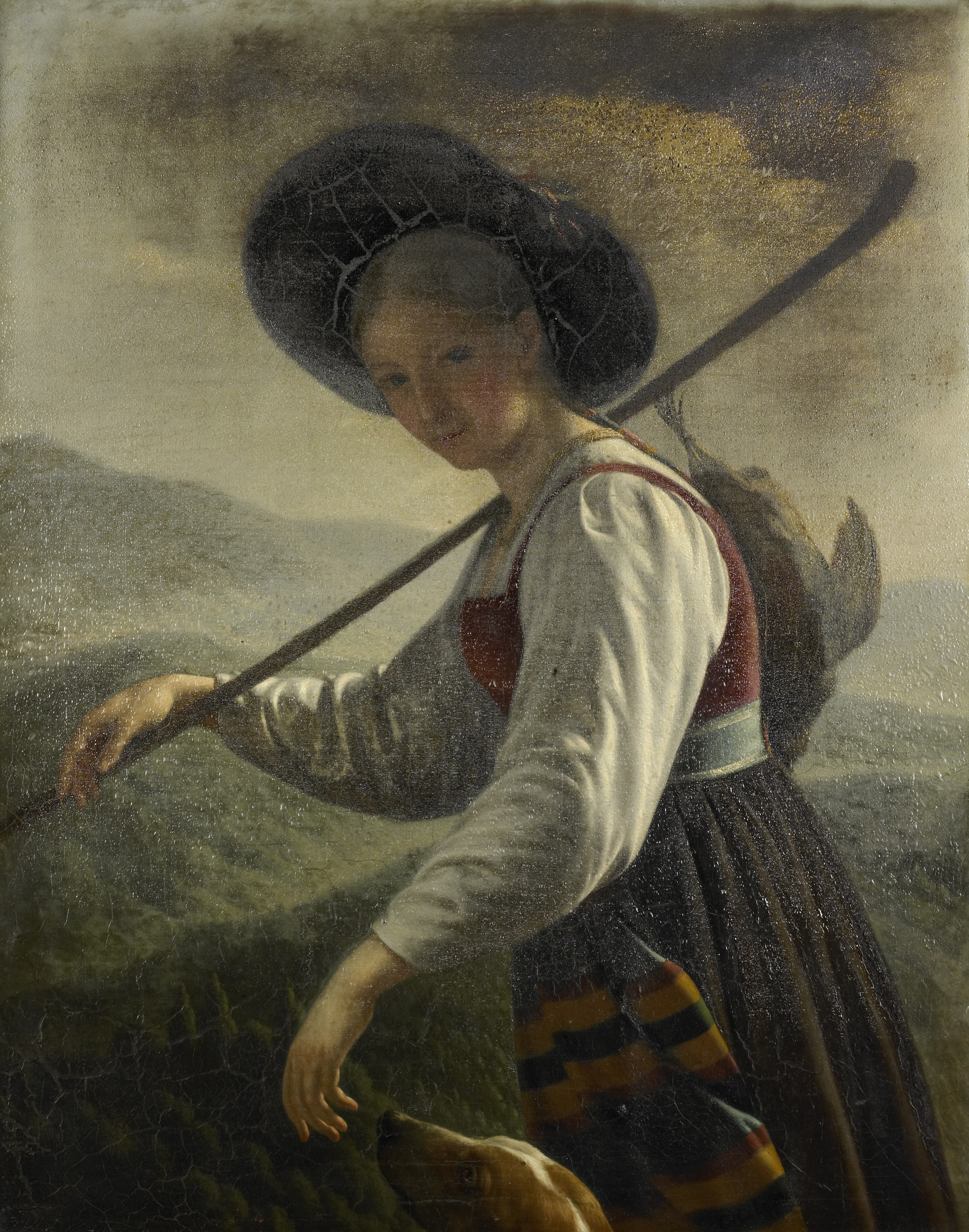
Granjera Suiza